# B.A.P
B.A.P ( hangul: 비에이피  ; un acronim pentru Best Absolute Perfect ) a fost un grup de băieți sud-coreeni format în 2012 sub TS Entertainment .
B.A.P și-a făcut debutul muzical cu single-ul " Warrior " pe 26 ianuarie 2012, urmat de lansarea EP-ului lor Warrior în februarie 2012.

## Carieră

### 2011: Pre-debut
Liderul grupului  Yongguk a fost primul membru care a fost introdus în 2011, cântând în melodia " Going Crazy " a lui Song Ji-eun.  El, de asemea, a debutat solo la 12 august, cu single-ul " I Remember ", în colaborare cu membrul Beast, Yang Yo-seob .  Himchan a fost al doilea membru care a fost prezentat publicului, ca MC pentru programul de televiziune MTV Korea The Show .  Pe 23 noiembrie, Zelo a fost introdus ca al treilea membru al grupului printr-o colaborare cu Yongguk ca grup Bang & Zelo.  Duo-ul a lansat single-ul „Never Give Up”. 

### 2012:Warrior,Power,No Mercy,CrashșiStop It
În ianuarie 2012, grupul a jucat în programul reality Ta-Dah, It's B.A.P, care a fost difuzat pe SBS MTV .  Spectacolul s-a axat pe modul în care cei șase membri joacă rolul de extratereștri veniți de pe altă planetă, care au lucrat împreună pentru a debuta ca B.A.P și a invada Pământul pentru a ajuta la salvarea planetei lor pe moarte, Planeta Mato.  Pe 25 ianuarie, a fost lansat single-ul de debut al grupului „ Warrior ”, MTV Korea descriindu-l drept „puternic și carismatic”.   Nancy Lee de la Enews World a remarcat faptul că grupul își propusese să se diferențieze de arhetipul idolului masculin „băieței drăguți” predominant în industria muzicală K-pop cu „imaginea lor de băiați duri și răi”.  Pe 3 februarie 2012, EP corespunzător Warrior a intrat în Billboard 's World Albums Chart la # 10.  În Coreea de Sud, Warrior a vândut peste 10.000 de exemplare în doar două zile de la lansare. 
În martie, grupul a lansat un single ulterior, „ Secret Love ”,  iar în aprilie au revenit cu single-ul „Power” și EP cu același nume .   La lansare, Power a vândut lotul inițial de 30.000 de exemplare  și a intrat pe locul 10 în Billboard World Albums Charts.
Al treilea EP al B.A.P, No Mercy, a fost lansat digital pe 19 iulie și fizic pe 24 iulie. Pe 30 august a fost lansată versiunea reîmpachetată și redenumită Crash.
Pe 23 octombrie, B.A.P a lansat al patrulea single și EP, intitulat " Stop It ".

### 2013:One Shotși debut japonez

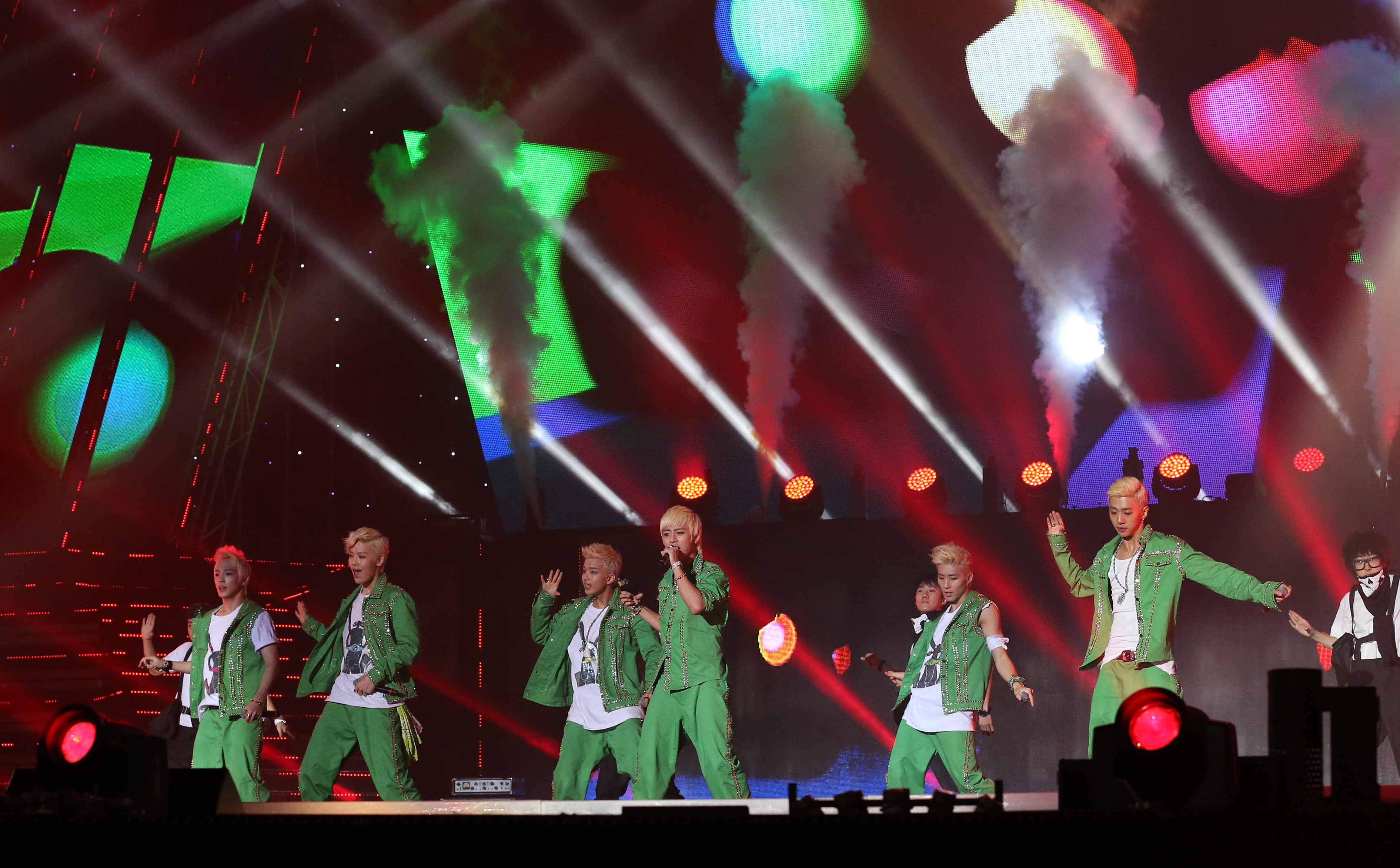
Performanța B.A.P de la K-POP World Festival 2013

În februarie 2013, grupul a început să lanseze materiale din al cincilea EP, One Shot .   Pe 21 februarie, EP s-a clasat pe locul 1 în topul Billboard's World Albums. 
În mai B.A.P a semnat cu casa de discuri japoneză King Records. Au lansat primul lor videoclip muzical japonez pentru „ Warrior ” pe YouTube pe 13 septembrie, iar albumul și single-ul lor au fost lansate oficial pe 9 octombrie. 
Al șaselea EP al grupului, Badman, a fost lansat pe 6 august cu single-urile promoționale „Coffee Shop”, „Hurricane” și „Badman”. 

### 2014:First Sensibility, turneu mondial,B.A.P Unplugged 2014și procesul
La 3 februarie 2014, B.A.P a lansat primul lor album întreg First Sensibility, care conține un total de treisprezece piese, inclusiv titlul „1004 (Angel)”.  La lansare, albumul a ocupat locul Billboard World Albums Chart, dovedind popularitatea internațională a grupului.  În Coreea, First Sensibility a ocupat, de asemenea, clasamentul lunar Hanteo și Gaon pentru luna februarie.   Grupul a câștigat prima victorie la spectacolul muzical pe Show Champion cu „1004 (Angel)”  și a continuat să câștige încă două victorii cu single-ul.
Pe 3 aprilie, B.A.P a lansat al treilea single japonez, „No Mercy”, și s-a clasat pe locul 2 în topurile zilnice și săptămânale ale single-urilor Oricon. 
În urma promoțiilor pentru „1004 (Angel)”, grupul a început turneul Live On Earth 2014 Continent Tour cu un concert de două zile la Seul, având o audiență estimată la 20.000 de participanți.  Acesta a fost al doilea concert solo în Coreea. În timpul turneului, grupul a susținut în total 23 de concerte în orașe din Statele Unite, Asia, Australia și Europa.  Prin turneu, au lansat EP-ul B.A.P Unplugged 2014.
Pe 11 august, au lansat al patrulea single japonez, „Excuse Me”.  Pe 27 octombrie, TS Entertainment a anunțat că au anulat concertele din America de Sud, pentru a le oferi membrilor grupului timp să se odihnească. 
La 27 noiembrie, s-a raportat că grupul a intentat un proces împotriva etichetei pentru a-și anula contractul, pretinzând condiții de muncă neloiale și distribuirea profitului, inclusiv declarații în care se susținea că din cele 9 milioane de dolari pe care grupul le-a câștigat pe parcursul celor trei ani, fiecare membru a fost plătit în total 18.000 USD.  Cu toate acestea, în ziua următoare, TS Entertainment a emis un comunicat de presă care respinge afirmațiile formulate, afirmând că „nu există niciun fel de maltratare față de artiști și nici clauze nedrepte în contract”.  Declarațiile lor au fost contestate atunci când B.A.P a lansat o altă declarație în care pretindea lipsa de răspundere și spune că iau în considerare depunerea pentru calomnie a caracterului. 

### 2015: Decontare cu TS șiMatrix
La 1 august 2015, B.A.P s-a întors la TS Entertainment după ce ambele părți au ajuns la un acord.  Și au revenit cu cel de-al optulea EP, Matrix, și cu titlul „Young, Wild & Free”. The free showcase „B.A.P 151115” a avut loc pe 15 noiembrie la Dongdaemun Design Plaza , iar videoclipul pentru „Young, Wild & Free” a fost lansat a doua zi.   Pe 27 noiembrie 2015, exact la un an de la proces, au primit un premiu pentru single de pe Music Bank .

### 2016:Carnaval,Put 'Em Up,NoirșiFly High, Hiatusul lui Bang Yongguk
În februarie, au lansat al cincilea EP, Carnival, care conține șase piese. În martie, au lansat primul lor album de studio japonez, Best. Absolut. Perfect . Albumul conținea treisprezece melodii. Trei dintre ele ("New World", "Kingdom", and "Back in Time")  erau cântece originale japoneze. În perioada aprilie-iulie, B.A.P a participat la turneul Live On Earth 2016, inclusiv în SUA, Canada, Mexic, Italia, Finlanda, Germania, Polonia, Australia, Noua Zeelandă, Marea Britanie și Rusia.  
În august, au lansat cel de-al cincilea single "Put 'Em Up". Pe 25 octombrie 2016, TS Entertainment a dezvăluit că Yongguk nu va participa la promoțiile pentru viitorul album complet B.A.P, Noir, din cauza tulburărilor de anxietate.
În noiembrie, B.A.P s-a întors cu al doilea album de studio, Noir, împreună cu videoclipul melodiei „Skydive”. Cu Noir, B.A.P și-a recăpătat titlul ca actul K-Pop cu cele mai multe albume nr.1 din topul Billboard World Album.  Noir a inclus o piesă remarcabilă „Confession”, un duet al rapperilor Bang Yongguk și Zelo, stabilită la un cor simfonic, care le-a abordat în mod direct sentimentele din timpul procesului și al hiatului ulterior.
Pe 18 noiembrie, videoclipul muzical pentru cel de-al șaselea single japonez Fly Fly a fost publicat pe YouTube, în timp ce lansarea fizică a fost  pe 7 decembrie și a inclus piesa „Fire Flame” și o versiune japoneză a „With You”. 

### 2017–2019:Rose,Blue,Egoși plecarea de la TS Entertainment
În martie 2017, B.A.P a lansat al șaselea single, Rose . Yongguk s-a întors din pauza sa de patru luni pentru a se alătura restului grupului pentru promoții. Melodia principală, "Wake Me Up", a fost recunoscută de Jeff Benjamin de la Billboard ca fiind "cel mai personal și mai bine realizat single al grupului".  EP-ul s-a concentrat pe probleme sociale, și  abordează probleme de sănătate mintală, în timp ce prima piesă „Distopia” a atacat direct ideea de a trăi în orice așa-numite utopii, ignorându-le pe toate ca iluzii.
Pe 28 iunie 2017, a fost lansat al doilea album de studio japonez al grupului, Unlimited.
Pe 5 septembrie 2017, B.A.P a lansat cel de-al șaptelea album single, Blue, cu „Honeymoon” servind drept titlu. 
Pe 13 decembrie 2017, B.A.P a lansat cel de-al optulea album single, Ego, cu „Hands Up” servind drept titlu. 
Pe 28 martie 2018, B.A.P a lansat al treilea album de studio japonez, Massive .
În 2018, membrii Yongguk și Zelo au părăsit grupul după ce le-a expirat contractul cu TS Entertainment. Pe 18 februarie 2019, cei patru membri rămași au părăsit TS Entertainment.  Cu toate acestea, membrul Jongup a confirmat posibilitatea reuniunii în viitor. 

## Arta și influențe
În timpul debutului, toți membrii și-au vopsit părul blond.  Membrii grupului au jucat un rol în imaginea și în direcția lor muzicală, iar comentatorii au remarcat o distincție între imaginea lor „dură de băiat rău” și alte grupuri masculine K-pop. 
Liderul grupului, Yongguk, a făcut anterior comentarii cu privire la influența pe care au avut-o muzicienii afro-americani asupra lui, citând 50 Cent, P. Diddy, Pharrell și alți rapperi drept influențe muzicale.  A ajutat la producția tuturor pieselor de pe EP-ul Warrior de debut al B.A.P.   În plus, membrul grupului Himchan este un multi-instrumentist influențat de muzica tradițională coreeană .   El cântă la o serie de instrumente tradiționale, inclusiv daegeum, janggu, kkwaenggwari și jing, pe lângă instrumente tradiționale, cântă inclusiv la chitară, pian și vioară.  Toți membrii grupului sunt influențați de muzicieni R&B; Jongup a citat muzica hip hop și dance ca influențe și a spus că Chris Brown este unul dintre idolii săi, în timp ce Zelo a spus că îndreaptă spre will.i.am și Kanye West .  Daehyun îl citează pe Shin Yong-jae printre influențele sale muzicale, în timp ce Youngjae citează muzicieni neo soul, precum și Musiq Soulchild și Jay Park . 
B.A.P a fost numit „grup versatil” de MTV Korea,  cu Yun Seong-yeol de la Star News Korea lăudându-le carisma și spectacolele pe scenă, precum și rap-ul lui Yongguk și Zelo și abilitățile vocale ale lui Daehyun și Youngjae. 

## Membrii
| Nume                                                     | Nume Real              | Data de nastere   | Locul nașterii         | Poziție                    |
| Membrii Anteriori                                        | Membrii Anteriori      | Membrii Anteriori | Membrii Anteriori      | Membrii Anteriori          |
| -------------------------------------------------------- | ---------------------- | ----------------- | ---------------------- | -------------------------- |
| Yongguk (용국)                                           | Bang Yong-guk (방용국) | 31 martie 1990    | Incheon, Coreea de Sud | Main Rapper, Leader        |
| Himchan (힘찬)                                           | Kim Him-chan (김힘찬)  | 19 Aprilie 1990   | Seoul, Coreea de Sud   | Sub-Vocalist, Rapper       |
| Daehyun (대현)                                           | Jung Dae-hyun (정대현) | 28 iunie 1993     | Gwangju, Coreea de Sud | Main Vocalist              |
| Youngjae (영재)                                          | Yoo Young-jae (유영재) | 24 ianuarie 1994  | Seoul, Coreea de Sud   | Lead Vocalist              |
| Jongup (종업)                                            | Moon Jong-up (문종업)  | 6 februarie 1995  | Seoul, Coreea de Sud   | Main Dancer, Lead Vocalist |
| Zelo (젤로)                                              | Choi Jun-hong (최준홍) | 15 octombrie 1996 | Mokpo, Coreea de Sud   | Lead Rapper, Lead Dancer   |
| - Himchan - Daehyun - Youngjae - Jongup - Zelo - Yongguk |                        |                   |                        |                            |

## Discografie
- 26/01/2012 : Warrior - Primul Single
- 26/04/2012 : Power - Al Doilea Single
- 19/07/2012 : No Mercy - Primul Mini Album
- 29/08/2012 : Crash - Mini Albumul No Mercy reîmpachetat
- 23/10/2012 : Stop It - Al Treilea Single
- 12/02/2013 : One Shot - Al Doilea Mini Album
- 12/08/2013 : Badman - Al Treilea Mini Album
- 09/10/2013 : WARRIOR - Primul Single Japonez
- 13/11/2013 : ONE SHOT - Al Doilea Single Japonez
- 03/02/2014 : First Sensibility - Primul Album Complet
- 02/04/2014 : NO MERCY - Al Treilea Single Japonez
- 03/06/2014 : B.A.P Unplugged 2014 - Al Patrulea Single
- 03/09/2014 : EXCUSE ME - Al Patrulea Single Japonez
- 16/11/2015 : Matrix - Al Patrulea Mini Album
- 22/02/2016 : Carnival - Al Cincilea Mini Album
- 30/03/2016 : Best. Absolute. Perfect. - Primul Album Japonez
- 12/07/2016 : Feel So Good - Al Cincilea Single Japonez
- 08/08/2016 : Put'Em Up - Al Cincilea Single
- 07/11/2016 : Noir - Al Doilea Album Complet
- 07/03/2017 : ROSE - Al Șaselea Single
- 27/06/2017 : UNLIMITED - Al Doilea Album Japonez
- 05/09/2017 : BLUE - Al Șaptelea Single
- 13/12/2017 : EGO - Al Optulea Single
- 28/03/2018 : MASSIVE - Al Treilea Album Japonez
- 04/11/2018 : B.A.P CONCERT SPECIAL SOLO [THE RECOLLECTION] - Album Digital
- 28/11/2018 : B.A.P THE BEST - Repîmpachetarea Titlurilor Principale

## Filmografie

### Televiziune
| Data | Canal             | Spectacol                         | Notă                                                  |
| ---- | ----------------- | --------------------------------- | ----------------------------------------------------- |
| 2012 | SBS MTV           | Ta-Dah! It's B.A.P                | 10 episoade                                           |
| 2012 | SBS MTV           | B.A.P Diary                       | 2 episoade                                            |
| 2012 | Mnet              | B.A.P's Killing Camp              | 3 episoade                                            |
| 2014 | TSENT2008 YouTube | BAP Attack!                       | 13 episoade (BAP Live On Earth 2014 Continent Tour)   |
| 2016 | MBC Muzică        | BAP's One Fine Day                | 8 episoade (difuzarea a început pe 14 octombrie 2016) |
| 2018 | Naver TV          | BAP 오지 GO 지리 GO (Untact Life) | 4 episoade (a început să fie difuzat pe 9 mai 2018)   |

## Concerte și turnee
- 2013: B.A.P Live On Earth 2013
- 2013: B.A.P 1st Japan Tour Warrior Begins
- 2014: B.A.P Live On Earth 2014 Continent Tour
- 2016: Turul mondial B.A.P Live On Earth 2016 [58]
- 2017: B.A.P 2nd Japan Tour Be.Act. Joaca
- 2017: B.A.P 2017 World Tour 'Party Baby!'
- 2018: B.A.P 3rd Japan Tour Massive
- 2018: B.A.P 2018 LIVE LIMITED
- 2018: Turul B.A.P Forever

## Premii și nominalizări
B.A.P a fost nominalizată de 31 de ori și a obținut 20 de premii.

### Ceremonii de premiere
2012
- Golden Disc Awards – Rookie Award[59]
- Melon Music Awards – Rookie of the Year[60]
- Mnet Asian Music Awards – Mnet PD's Choice Award[61]

2013
- Gaon Chart K-Pop Awards – New Artist of the Year (Male Group)[62]
- Seoul Music Awards – Bonsang Award für One Shot[63]

2014
- MTV Europe Music Award
  - Best Korean Act
  - Best Japan and Korea Act
- Japan Gold Disc Awards[64]
  - Best New Artist
  - Best 3 New Artist

2015
- Gaon Chart K-Pop Awards – Hot Trend Award[65]

2016
- Asia Artist Awards – Best Entertainer Award (Male Group Category)[66]
- MTV Europe Music Awards – Best Korean Act[67]

2017
- Soribada Best K-Music Awards – Bonsang Award[68]

### Show-uri Muzicale
Câștigurile B.A.P în spectacole muzicale:
| An   | Data         | Titlu        |
| ---- | ------------ | ------------ |
| 2014 | 16 Februarie | 1004 (Angel) |

| An   | Data         | Titlu              |
| ---- | ------------ | ------------------ |
| 2014 | 14 Februarie | 1004 (Angel)       |
| 2015 | 27 Noiembrie | Young, Wild & Free |

| An   | Data         | Titlu        |
| ---- | ------------ | ------------ |
| 2014 | 12 Februarie | 1004 (Angel) |

| An   | Data         | Titlu              |
| ---- | ------------ | ------------------ |
| 2015 | 1 Decembrie  | Young, Wild & Free |
| 2016 | 8 Martie     | Feel So Good       |
| 2016 | 22 Noiembrie | Skydive            |

## External links
- Site web oficial
- Site web oficial